# Trundholm Kommune
Trundholm Kommune i Vestsjællands Amt blev dannet ved kommunalreformen i 1970. Ved strukturreformen i 2007 indgik den i Odsherred Kommune sammen med Dragsholm Kommune og Nykøbing-Rørvig Kommune.

## Tidligere kommuner
Trundholm Kommune blev dannet ved sammenlægning af 5 sognekommuner:
| Kommune         | Folketal 1. januar 1970 | Byer                                 |
| --------------- | ----------------------- | ------------------------------------ |
| Egebjerg        | 1.476                   | Egebjerg og del af Strandhuse        |
| Højby           | 3.267                   | Ellinge Lyng, Højby, Klint og Stårup |
| Nørre Asmindrup | 1.049                   | Nørre Asmindrup og del af Strandhuse |
| Odden           | 1.241                   | Havnebyen og Yderby Lyng             |
| Vig             | 2.674                   | Hønsinge Lyng, Kelstrup og Vig       |
| I alt           | 9.707                   |                                      |

Fra Højby var dog undtaget dele af 3 ejerlav, der kom til Nykøbing-Rørvig Kommune.

## Sogne
Trundholm Kommune bestod af følgende sogne, alle fra Odsherred:
- Egebjerg Sogn
- Højby Sogn, hvorfra Lumsås Sogn blev udskilt i 2010
- Nørre Asmindrup Sogn
- Odden Sogn
- Vig Sogn

## Borgmestre[3]
| Periode   | Navn              | Parti             |
| --------- | ----------------- | ----------------- |
| 1970-1990 | Johannes Holm     | Radikale Venstre  |
| 1990-1998 | Bodil Olsen       | Socialdemokratiet |
| 1998-2006 | Hans Møller Olsen | Venstre           |